# ولاية خاتمة
ولاية شرق الشمال هي نواة الصومال الحقيقي فمنها بدأت شرارة تحرير الصومال عام 1899 وقاد أهالي الإقليم نضالهم ضد الاستعمار ويتزعمهم القائد المعروف السيد محمد عبد الله حسن الجبرتي الزبيدي الشافعي العقيلي وسميت ثورته بثورة الدراويش وانتهت دولته دولة الدراويش التي كانت تهدف لجمع شمل الصوماليين وهزم السيد بعد عشرين عاما من النضال بعد ان أغارت الطائرات البريطانية على تليح عاصمته. عام1920 وأودت بالآلاف من المناضلين الشرفاء وأسرهم وبعد مئة عام أسس أحفادهم إقليم خاتمة في نفس المكان الذي انتهت بها دولة أسلافهم واسمها خاتمة وهي تقع في الشمال الصومالي وتضم محافظات سول وسناج وعين

## المحافظات
ولاية خاتمة التي أعلنت انفصالها عن صوماليلاند تتكون من أجزاء ثلاث محافظات في الصومال وهي صول وسناج وعين وعاصمتها لاس عانود.

## التاريخ

### التأسيس
اسست الولاية لتحقيق التنمية والاستقرار في المنطقة. ولاية خاتمة مكونة من مقاطعات سول, سناج وعين. كانت سيطرة على هذه المقاطعات محل نزاع بين خاتمة, بونتلاند وصوماليلاند. تم الاعلان عن الولاية الجديد بعاصمتها تليح في يناير 2012, بعد سلسلة من المؤتمرات المحلية والخارجية التي بدات في 2007 بين شخصيات سياسية بارزين والزعماء القبائل والسكان المحليين.
في مارس من نفس العام, اعلنت الحكومة الفيدرالية الانتقالية في الصومال انها وافقت على نشوء ولاية خاتمة.

### انقسام ولاية خاتمة وانحلالها
في عضون عام من تأسيسها, بدات بوادر التفكك تظهر على الولاية بسبب عدم تحقيق اي نتائج ملموسة. وفي عام 2015 انهارت الولاية وتوقفت عمليا من تسير امورها, اضافة لفقدان الدعم المعنوي من قبل السكان المحليين. 

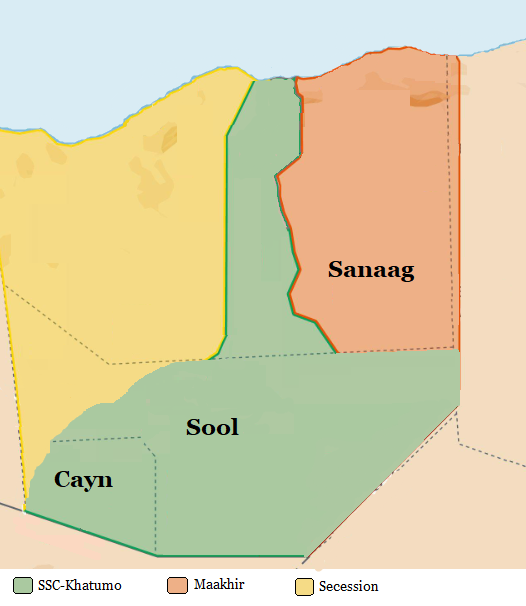
2020s Cayn, Sanaag, Sool

## صراع 2023 وإعادة التأسيس
في 6 فبراير 2023 أعلن شيوخ عشيرة طلبهنتي عزمهم على تشكيل حكومة ولاية (خاتمة) التي تضم محافظات سول وسناج وعين داخل الصومال، والتقى شيوخ العشيرة بوفد من أعضاء البرلمان الفيدرالي الصومالي في 19 مارس
وسبق ذلك انطلاق احتجاجات جماهيرية في ديسمبر 2022 في عدد من مدن محافظة سول وأبرزها لاسعانود وتواصلت إلى يناير 2023، ما مهد لانسحاب قوات صوماليلاند من لاسعانود وعودة شيخ عشائر طلبهنتي جراد جامع جراد علي المُبعد من لاس عانود منذ عام 2007.
في 6 فبراير 2023 وبعد اجتماع عقده شيوخ عشائر طلبهنتي عبروا عن نيتهم تشكيل حكومة ولاية خاتمة التابعة للحكومة الفيدرالية الصومالية، وأعقب ذلك اندلاع اشتباكات عنيفة بين قوات صوماليلاند وميليشيات طلبهنتي في ضاحية تل السيد، وسُمع دوي إطلاق نار في الشوارع المحيطة بفندق حمدي حيث كان يقيم كبار سياسيي صوماليلاند في لاسعانود.
في 8 فبراير، اتهم القائد الأعلى لطلبهنتي جراد جامع جراد علي حكومة صوماليلاند بارتكاب إبادة جماعية، ودعا إلى إحلال السلام، كما أعلن عن نية لاسعانود في تقرير المصير والانحياز لحكومة مقديشو في ظل الحكومة الفيدرالية. وفي الأسبوع نفسه من شهر فبراير أدت الأعمال القتالية والقصف العشوائي الذي استهدف المدينة إلى مقتل ما لا يقل عن 82 شخصاً ونزوح 90% من السكان، كما أدت إلى نزوح 185 ألف مواطن داخليا ولجوء 60 ألف مواطن إلى دول الجوار. في 2 مارس، أفاد عمدة لاسعانود أن قوات صوماليلاند كانت تستهدف بقصفها المدفعي المرافق العامة بما في ذلك المؤسسات الحكومية والمستشفيات، كما أفادت الأمم المتحدة أن عدد الضحايا تجاوز 200 قتيل. وأعلن عدد من عشائر هرتي - دارود (و أبرزها ورسنجلي ودشيشي ومجيرتين) دعمهم لقبيلة طلبهنتي في صراعها مع صوماليلاند وبعثو وحدات مسلحة إلى لاسعانود. وتلقت قبيلة طلبهنتي مساعدات مالية وإمدادات عسكرية كما انضم أعداد من مقاتلي عشائر دارود المتحالفة معها لا سيما قبيلتي ورسنجلي ومجيرتين إلى المعركة
في 20 إبريل أصدرت منظمة العفو الدولية تقريراً ذكرت فيه خلاصة تحقيق حول حقوق الإنسان أجرته حول الصراع في لاسعانود خلال الشهرين الماضيين، ودعا التقرير إلى إجراء تحقيق عاجل في الصراع، و إجراء مقابلات مع مواطنين أدلوا بشهاداتهم حول نتائج القصف المدفعي العشوائي وما أسفر عنه من وفيات وإصابات. وتضمن التقرير أيضًا صورًا لقصف عشوائي بصواريخ 107 ملم من قوات الأمن في أرض الصومال - مما يؤكد استخدام الأسلحة المحظورة في ظل حظر الأسلحة الحالي الذي تفرضه الأمم المتحدة على الصومال.
أصدر مجلس الأمن التابع للأمم المتحدة في 7 يونيو بيانًا أكد فيه من جديد احترامه الكامل لسيادة الصومال وسلامته الإقليمية واستقلاله السياسي ووحدته. وذكر بيان المجلس أن "أعضاء مجلس الأمن دعوا إلى الانسحاب الفوري لقوات صوماليلاند، كما حث جميع الأطراف على ممارسة ضبط النفس والامتناع عن الأعمال الاستفزازية والتحريض على العنف والخطابات التحريضية، إضافة إلى تصعيد الوضع على الأرض والعمل على إعادة بناء الثقة بين الطرفين وتهيئة الظروف لإحلال السلام في المنطقة." وفي اليوم التالي، أصدرت وزارة خارجية صوماليلاند بيانًا ذكرت فيه أن مجلس الأمن التابع للأمم المتحدة "يبدو أنه لديه معلومات مضللة بشأن الحقائق على الأرض".
في 11 يوليو، أفادت تقارير بأن قوات صوماليلاند قصفت مرافق صحية وبنى تحتية عامة في مدينة لاسعانود، ما أدى إلى تدمير سيارتي إسعاف وتسبب في سقوط عشرات الضحايا (من ضمنهم موظفون في مجال الرعاية الصحية وعدد من المرضى). ونشرت منظمة الصحة العالمية بيانا صحفيا أدانت فيه الهجوم على المنشأة وقصف المستشفيات. رداً على ذلك، وصفت وزارة خارجية صوماليلاند البيان بأنه "مثير للقلق" في حين أنها ادعت أن قواتها تقاتل ميليشيات عشائرية وإرهابيي حركة الشباب، لضمان "حصول المحتاجين على هذه الخدمات وغيرها من المساعدات الإنسانية".
في 16 أغسطس قُتل الأديب الصومالي الشهير جامع كدي نتيجة لقصف عشوائي بقذائف الهاون استهدف مدينة لاسعانود، وتبادلت إدارتا صوماليلاند وخاتمة الاتهامات بالمسؤولية عن وفاة الأديب. وأثارت حادثة مقتل كدي حالة من الغضب لدى مواطني خاتمة والصومال بشكل عام، وأعرب مسؤولون ومواطنون في ولاية خاتمة عن رغبتهم في تحقيق العدالة والانتقام ردًا على الحادثة.
في يوم الجمعة 25 أغسطس، حققت قوات ولاية خاتمة بجانب قوات هرتي المتحالفة معها نصرًا ساحقًا بسيطرتها على معقلي غوجعدي ومراغة شديدي التحصين كانت تستخدمهما قوات صوماليلاند، حيث اتبعت القوات المتحالفة تكتيك التطويق المزدوج، وفي وقت لاحق، اندلع اشتباكات عنيفة في طبنسار بين قوات خاتمة وقوات صوماليلاند، واستمرت لساعة واحدة، انتصرت فيها قوات خاتمة لتواصل تقدمها نحو قرية تولو سمكاب، لتقطع الطريق الرئيسي الذي يربط بين لاسعانود وأوغ، وواصلت القوات مسيرها لتسيطر على يجوري وجوميس، وأدى هذا التقدم إلى الاستيلاء على كمية كبيرة من المعدات العسكرية، من ضمنها عدة دبابات تي 54 وتي 55، والعديد من أنظمة زي أس يو 4-23 شيلكا المضادة للطائرات، وثماني مركبات من طراز فيات سي إم 6614، وقاذفة صواريخ بي إم 21 غراد واحدة على الأقل، والعديد من المعدات العسكرية التي لم يُعلن عنها، إضافة إلى ذلك، تم تحييد كمية كبيرة من الأسلحة خلال هذه المعركة، وأُلقي القبض خلال المعركة على الجنرال فيصل عبدي بوتان، قائد الفرقة 12 في الجيش الصوماليلاندي، برفقة آخرين، لدى محاولته الهروب إلى أوج عبر سيارة إسعاف، وأشارت تقارير إلى أن فرقته بأكملها عانت من خسائر فادحة في جبهات مراجة، ما أدى في النهاية إلى القضاء عليها تقريبًا. وفي اليوم نفسه، أصدرت وزارة دفاع صوماليلاند بياناً جاء فيه أن "الجيش الوطني في خضم عملية إعادة تنظيم واستعداد جدي لمواجهة العدو".

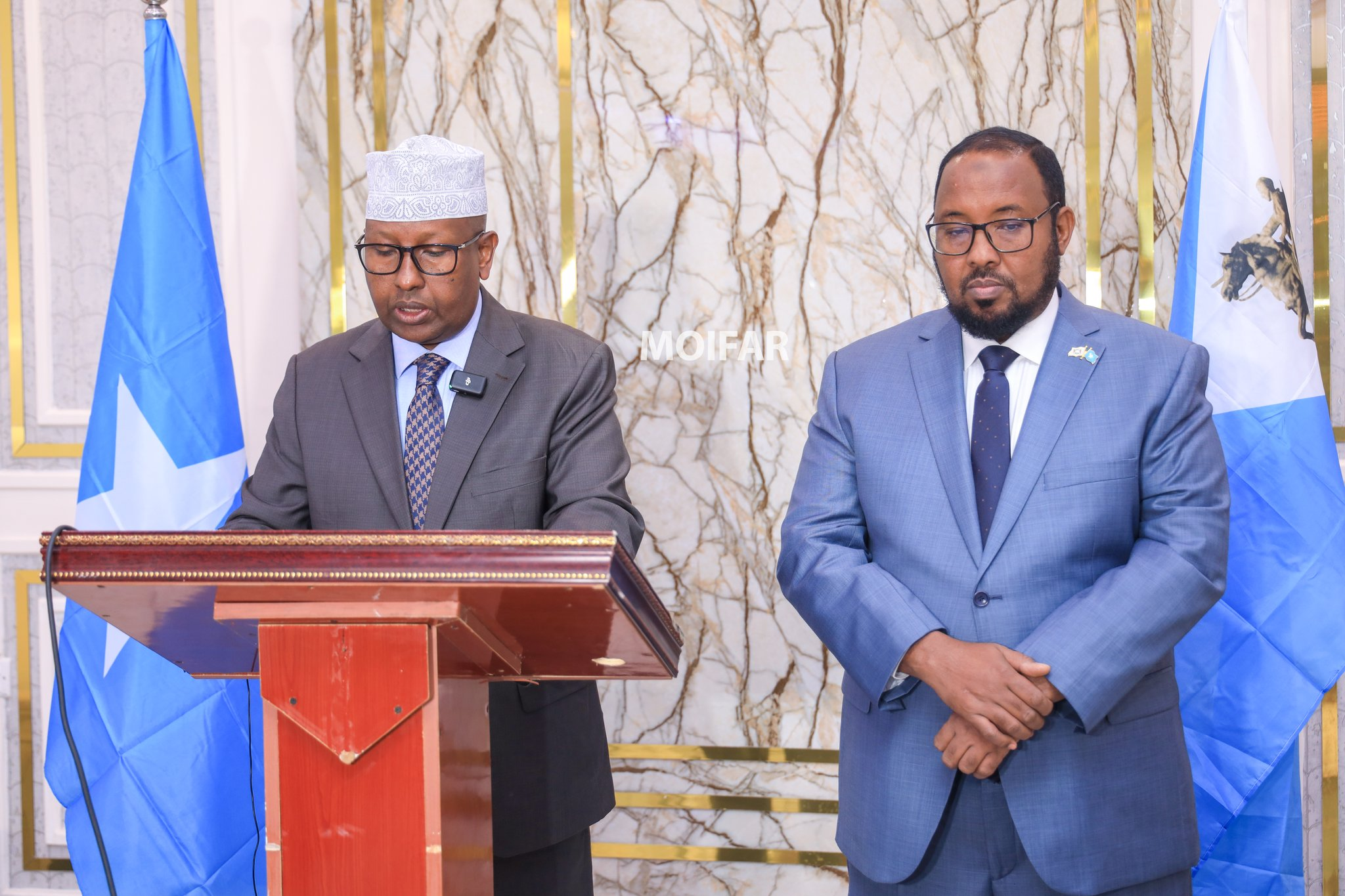
من اليمين رئيس الإدارة المؤقتة لولاية خاتمة عبد القادر أحمد علي ووزير الداخلية في الحكومة الفيدرالية الصومالية أحمد معلم فقي

## الاعتراف
في 19 أكتوبر 2023، اعترفت الحكومة الفيدرالية الصومالية رسميًا بالإدارة المنشأة حديثًا لولاية خاتمة. ووفقا لبيان صحفي مشترك فقد دُعي وفد بقياد رئيس الإدارة المؤقتة لولاية خاتمة عبد القادر أحمد فرطي لزيارة العاصمة مقديشو لإجراء مناقشات موسعة حول الأوضاع السياسية والأمنية والإنسانية في المنطقة المتنازع عليها. ووافقت الحكومة الفيدرالية على تأييد القرارات التي اتخذها شيوخ عشائر طلبهنتي خلال مؤتمر عُقد في لاسعانود في 6 فبراير 2023 واتُّخذ فيه قرار إنشاء إدارة مؤقتة لولاية خاتمة.
وأكد البيان التزام الحكومة الاتحادية بدعم جهود الاستقرار في المنطقة وحل النزاعات عبر الحوار، كما رحبت باستعداد إدارة ولاية خاتمة لوقف إطلاق النار والتعايش السلمي إضافة إلى ذلك، دعت الحكومة الفيدرالية سلطات صوماليلاند وإدارة خاتمة إلى وقف الأعمال العدائية وإطلاق سراح السجناء، معربة عن استعدادها لتسهيل الإجراءات اللازمة.
| سناج صول عين |